# Atlético Madrid „B“
Club Atlético de Madrid „B“ je rezervní tým španělského fotbalového klubu Atlético Madrid. Klub sídlí ve městě Majadahonda v Madridském společenství. Rezerva madridského Atlética byla založena v roce 1966 pod názvem Reyfra Atlético Club. Klub hraje na stadionu Estadio Cerro del Espino s kapacitou 3500 míst.